# Андрес Инијеста
Андрес Инијеста Лухан (шп. Andrés Iniesta Luján; Фуентеалбиља, 11. мај 1984) бивши је шпански фудбалер. Играо је на позицији играча средњег реда.
Са репрезентацијом је освојио Европско првенство у фудбалу 2008. и 2012, a 2010. године и Светско првенство, на ком је постигао одлучујући гол у 27. минуту продужетака на финалној утакмици са Холандијом. Тај погодак представља најкаснији постигнут гол на утакмицама финала Светских првенстава.
Међународни институт за историју и статистику фудбала је прогласио Инијесту за најбољег играча средине терена у 2012. години.
Дана 27. априла 2018. године заказао је посебну конференцију за новинаре на којој је саопштио да на крају сезоне 2017/18. напушта Барселону.
Дана 24. маја 2018. потписао је трогодишњи уговор са јапанским клубом Висел Кобеом.

## Награде

### Барселона
| Међународна |                           |    |                                                                                  |
|             | Лига шампиона             | 4x | 2005–06, 2008–09, 2010–11, 2014–15.                                              |
|             | Суперкуп Европе           | 3x | 2009, 2011, 2015.                                                                |
|             | Светско клупско првенство | 3x | 2009, 2011, 2015.                                                                |
| Домаћа      |                           |    |                                                                                  |
|             | Ла лига                   | 9x | 2004–05, 2005–06, 2008–09, 2009–10, 2010–11, 2012–13, 2014–15, 2015–16, 2017–18. |
|             | Куп Шпаније               | 6x | 2008–09, 2011–12, 2014–15, 2015–16, 2016–17, 2017–18.                            |
|             | Суперкуп Шпаније          | 7x | 2005, 2006, 2009, 2010, 2011, 2013, 2016.                                        |

### Репрезентација Шпаније
- Светско првенство (1) : 2010.
- Европско првенство (2) : 2008, 2012.
- Европско првенство до 17. година (1) : 2001.
- Европско првенство до 19. година (1) : 2002.